# Fischer (cràter)
Fischer és un cràter d'impacte de la Lluna que es troba a la part nord-est del sòl interior de l'enorme plana emmurallada del cràter Mendeleev. Es troba a la cara oculta de la Lluna respecte a la Terra, de manera que només pot ser vist des d'una nau espacial.

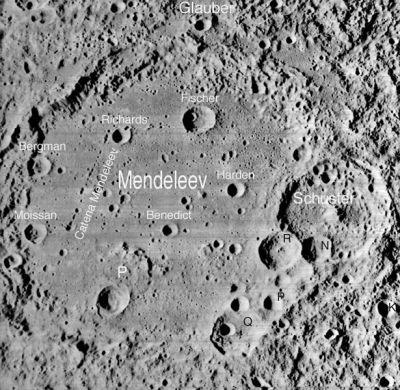
Localització de Fischer (centre superior de la imatge), en l'interior de Mendeleev
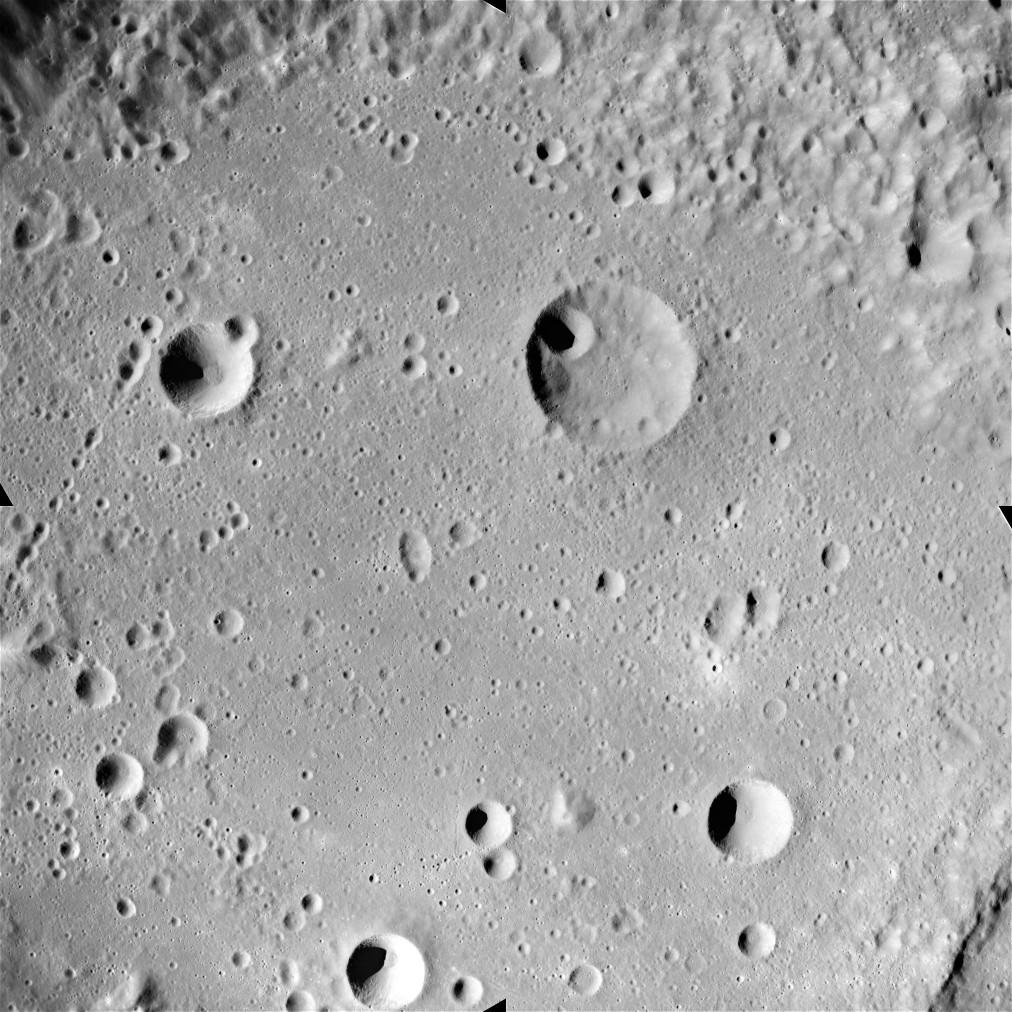
Fotografia de la missió Apol·lo 16

Aquest cràter té una vora circular prima, amb un interior que té el mateix albedo baix que el sòl circumdant. Conté un cràter d'impacte més petit, al costat de la paret interior de nord-oest. La vora i el sòl de Fischer mostren les marques de diversos cràters més petits.